# José Ferreira Pinto Basto

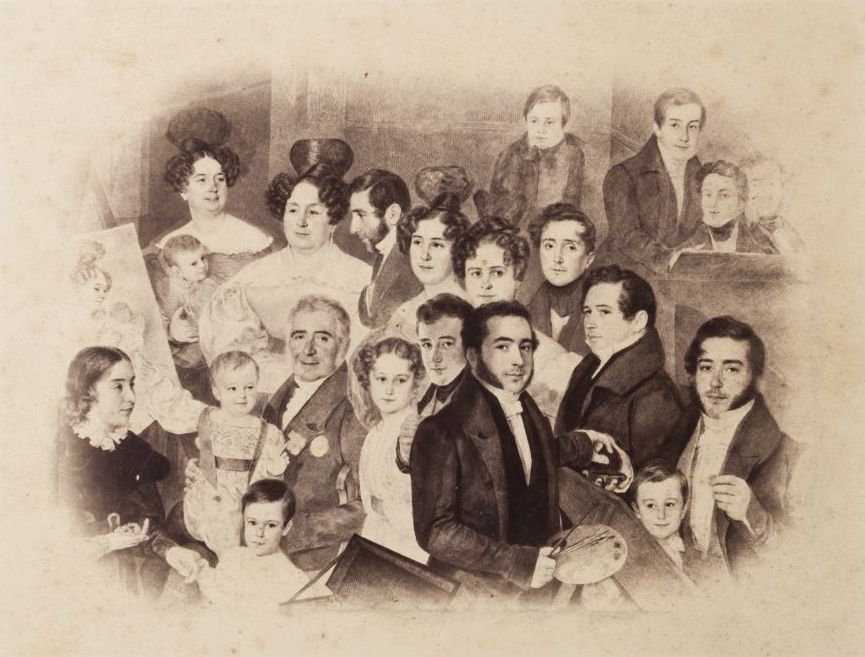
Gravura da família Pinto Basto, fundadores da Vista Alegre.

José Ferreira Pinto Basto (Porto, 16 de setembro de 1774 — Lisboa, 23 de setembro de 1839), fidalgo da Casa Real, foi um empresário e presidente da Associação Comercial de Lisboa.
Filho mais velho de Domingos Ferreira Pinto Basto e de sua esposa, Maria do Amor Divino da Costa. A sua irmã, Isabel Rita Ferreira Pinto Basto, foi a primeira da família Pinto Basto a ser elevada às famílias titulares devido ao casamento com um dos melhores amigos do seu irmão em 1818, o Barão de São Martinho de Dume. A família haveria ao longo de todo o século XIX e XX fazer alianças matrimoniais com diversas famílias titulares.
Foi o fundador, em 1824, da Fábrica de Porcelanas da Vista Alegre.

## Dados Genealógicos
No dia 12 de janeiro de 1801 desposou Bárbara Inocência Felicidade Allen, filha de Duarte Guilherme Allen e de Joana Josefa Doroteia Felicidade Mazza.
Filhos:
- José Ferreira Pinto Basto casado com  Ana Joaquina Ferreira de Sampaio Maria Isabel Lambert
- Duarte Ferreira Pinto Basto casado com  Marcelina Rita da Costa
- Teodoro Ferreira Pinto Basto casado com  Francisca Nicholson
- Felicidade Firmina Ferreira Pinto Basto casada com José Teixeira Pinto Basto
- Augusto Valério Ferreira Pinto Basto casado com  Maria Inocência Ferreira
- Alberto Ferreira Pinto Basto casado com  Elizabeth Brandling
- Júlio Ferreira Pinto Basto
- Maria Eduarda Ferreira Pinto Basto casada com Custódio Teixeira Pinto Basto
- Domingos Ferreira Pinto Basto casado com  Joaquina de Avilez de Lancastre
- Joaquim Ferreira Pinto Basto casado com  Maria Ana de Saldanha da Gama
- Emília Salomé Ferreira Pinto Basto casada com Jorge Frederico de Avilez Juzarte de Sousa Tavares
- Justino Ferreira Pinto Basto casado com  Elizabeth Derbyshire
- Anselmo Ferreira Pinto Basto casado com  Sofia Cândida Jervis de Atouguia
- Guiomar Ferreira Pinto Basto casada com José Ferreira Allen